# Apple Panic
Apple Panic est un jeu vidéo de plates-formes développé par Ben Serki et publié par Brøderbund Software en 1981 sur Apple II avant d’être porté sur Atari 8-bit, Commodore VIC-20 et IBM PC. Il s’agit d’un clone sur micro-ordinateur du jeu sur borne d'arcade Space Panic (1980). Le joueur incarne un astronaute simplement équipé d’une pelle. Il débute chaque niveau en bas d’un échafaudage constitué de six plates-formes reliées entre elles par des échelles. Son objectif est d’éliminer des monstres en creusant des trous dans les plates-formes afin de les piéger. Une fois un monstre coincé dans un trou, le joueur doit taper sur leur tête avec sa pelle avant qu’il ne réussisse pas en sortir. Dans les premiers niveaux, un seul coup suffit à tuer les monstres mais en progressant dans le jeu, le joueur est amené à affronter des monstres plus puissants qu’il ne peut tuer qu’en les faisant traverser plusieurs plates-formes. Le joueur dispose d’un temps limité, contraint par ses réserves d’airs, pour terminer chaque niveau et obtient des points bonus s’il les termine plus rapidement.
Au 30 juin 1982, le jeu dépasse les 15 000 copies vendues.